# Себастіан Швайкерт

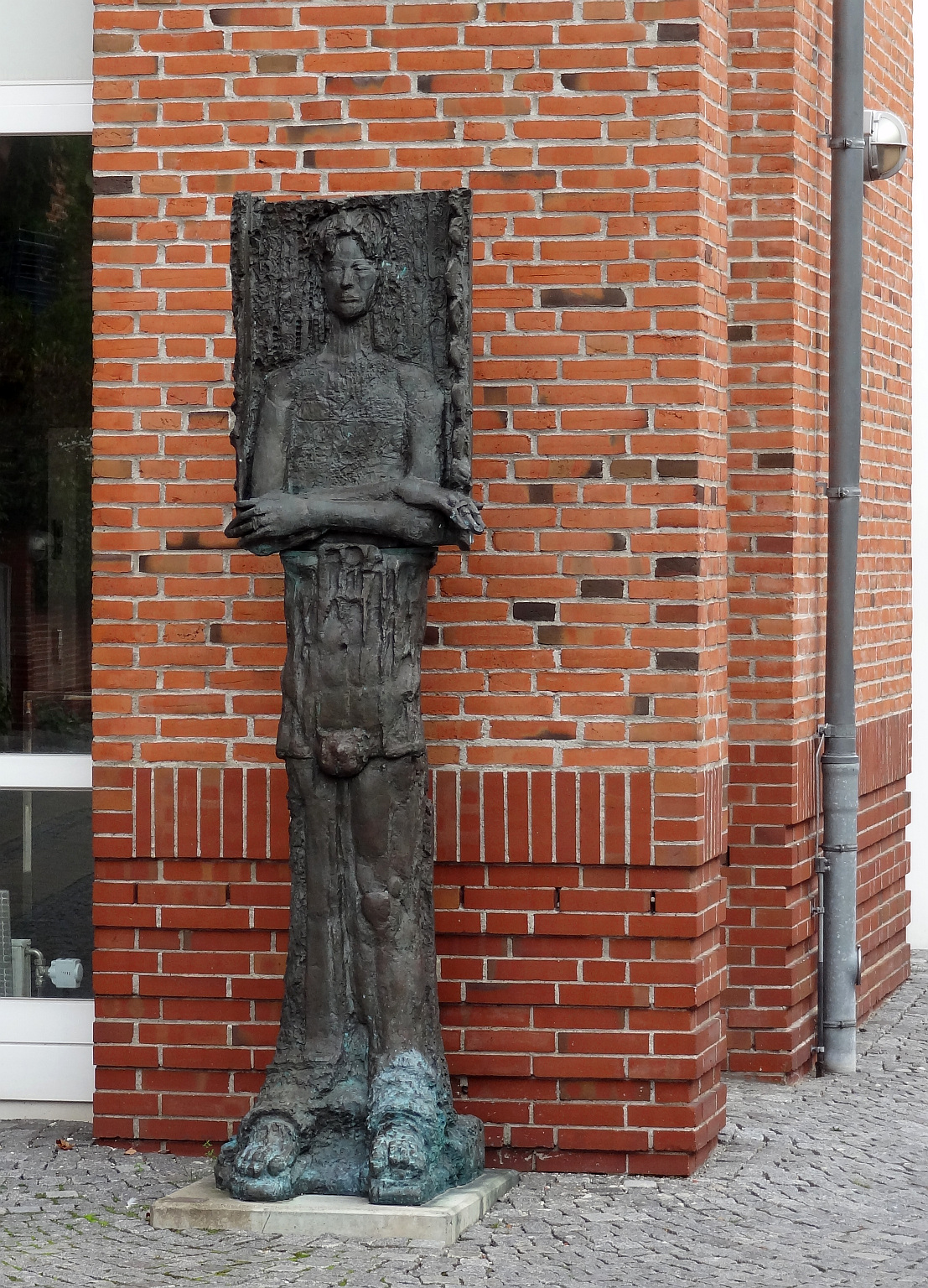
Скульптура Швайкерта «Дзеркало» («Der-Spiegel»), бронза, Бремен, 1998

Себастіан Швайкерт (нім. Sebastian Schweikert; нар. 1966, Бранденбург-на-Гафелі) — німецький скульптор.

## Життєпис
Себастіан Швайкерт мешкає у Відні, Зальцбурзі та Бремені. З 1987 по 1990 рр. пройшов курс навчання за фахом скульптор по каменю у Бенедиктському абатстві Марії Лаах/Айфель. У 1985 році розпочав студіювати скульптуру в Йоахима Дункеля у тодішньому інституті мистецтв у Берліні. У 1991 р. пройшов майстер-клас в Альфреда Грдліка в університеті прикладного мистецтва у Відні. 2001 року здобув диплом за спеціальністю «Вільне мистецтво» в університеті мистецтв у класі професора Бернда Альтенштайна. У 2006—2019 роках працював в університеті у Майнці у відділі архітектури на посаді доцента за спеціальністю «вільна скульптура».

## Творчість
Як скульптор у сфері бронзи та каменю користується Себастіан Швейкерт своїм особливим стилем. Замість типового пам'ятника у відкритому просторі його скульптури являють собою модерну форму фрагментарних спогадів. Його твори є переплетінням сучасних рефлексій і спогадів водночас.[джерело?]

## Скандальна скульптура у Львові

Скульптура Франца Ксавера Вольфганга Моцарта, бронза, Львів, 2021

26 серпня 2021 року в межах 5-го міжнародного фестивалю класичної музики «LvivMozArt», присвяченому 230-літтю Франца-Ксавера Моцарта, на площі Маланюка у Львові відкрили алегоричну скульптуру композитора, автором якої є Себастіан Швайкерт.
Мешканців Львова, збурила форма пам'ятника.
Петиція про демонтаж скульптури «як такої, що спотворює історичний і мистецький простір Львова» 15 жовтня набрала необхідну кількість голосів.
25 листопада петицію проти знесення пам'ятника зібрала необхідні 500 голосів за лічені години.
На засіданні Львівської міської ради 30 листопада 2021 року за демонтаж проголосували 12 депутатів з фракцій «Європейської Солідарності» і «Свободи».

## Виставки

### Власні виставки
- 1993 Транзит 2, Культурна пивоварня Швабський зал
- 1994 Нові скульптури, Світовий торговельний центр Бремен
- 1998 Карміна Бурана, Галерея на чорному морі Бремен
- 2002 Буонароті клуб, будинок Ґергарда Маркса Бремен
- 2004 і дотепер; Сумна ваза, простір 04, Будинок мистецтв Ґрац

### Групові виставки
- 1994 Традиція і відмова; Зал мистецтв Кремс
- 1995 Хто боїться Йозефа Бойса; Галерея Марітім, Санкт-Петербург
- 1997 Лапідеа Маєн
- 2000 Віч на віч, Центр, Париж Сел
- 2004 Бременська школа скульптури, Ґерхард-Маркс-Будинок

### Мистецтво у відкритому просторі
- 1993 Монах і Свята, Марія Лаах
- 1997 Двері і лічильник, Фруктгоф Бремен
- 1998 Дзеркало, Теергоф Бремен
- 2015 Голова, Брайтурґи
- 2018 Хрест, абатство Нойбурґ Гайдельберг

## Симпозіум
- 1993 Ледар Нептун, Бремен Кінь і Марсій
- 1997 Лапідеа, Маєн
- 2015 Симпозіум Брайтунґен Кам'яний гість